# Vue de remerciements au public
Vue de remerciements au Public va ser un curtmetratge mut francès de 1900 dirigit per Georges Méliès. Va ser llançat per la Star Film Company de Méliès i té el número 292 als seus catàlegs.
La pel·lícula va ser dissenyada per ser projectada al final d'una projecció de curtmetratges. Representava set figures internacionals: "un soldat francès, un soldat anglès, un alemany, un espanyol, una dama italiana, una russa i una dama turca" - transformant-se l'una a l'altra, cadascuna mostrant les paraules. "Gràcies, espero tornar-te a veure" en un idioma diferent.
Actualment es presumeix que Vue de remerciements au public és una pel·lícula perduda.